# Марокански дирхам
Марокански дирхам је званична валута у Мароку, незванична у Сеути, Мелиљи и Шпанији. Скраћеница тј. симбол за дирхам је د.م. а међународни код MAD. Дирхам издаје Банка Ал-Магреб. У 2019. години инфлација је износила 0.2%. Један дирхам се састоји од 100 сантима.
Постоје новчанице у износима 20, 50, 100 и 200 дирхама и кованице у износима 5, 10 и 20 сантима као и ½, 1, 2, 5 и 10 дирхама.

## Историја
Реч дирхам потиче од грчке валуте, драхме. Кован је у Мароку под династијом Идрисида од 8. до 10. века. Пре увођења модерног новца 1882. године, Мароко је издавао бакарне кованице, сребрне новчиће и златнике. Од 1882. дирхам је постао пододељење мароканског ријала. Када је већи део Марока постао француски протекторат 1912, прешао је на марокански франак. Дирхам је поново уведен 16. октобра 1960. године. Заменио је франак као главну јединицу валуте, али је до 1974. године франак наставио да циркулише.

## Тренутне новчанице
| 20  | 131 × 70 mm |  |  | Мухамед VI од Марока, грб Марока | Воз прелази преко реке у Рабату; Џамија Хасана и градске зграде у Казабланки                                       | Мохамед, електротип 20  | 2012 | 2013 |
| 50  | 138 × 70 mm |  |  | Мухамед VI од Марока, грб Марока | Оузоуд водопад; арганово дрво, воће и птица                                                                        | Мохамед, електротип 50  | 2012 | 2013 |
| 100 | 145 × 70 mm |  |  | Мухамед VI од Марока, грб Марока | Сахрави шатор; фарма ветротурбина; три камиле                                                                      | Мохамед, електротип 100 | 2012 | 2012 |
| 200 | 151 × 70 mm |  |  | Мухамед VI од Марока, грб Марока | Теретни брод, портални кранови и транспортни контејнери у луци Тангер; светионик и дрвеће на рту Спартел у Тангеру | Мохамед, електротип 200 | 2012 | 2012 |